# Antonie Hopmann
Antonie Pauline Hopmann (* 3. Juni 1882 in Werden an der Ruhr; † 1. März 1941 in Köln) war eine deutsche Sozialpolitikerin, langjährige Generalsekretärin des Katholischen Deutschen Frauenbundes (KDFB) sowie 1931 Mitglied in der durch die Regierung Brüning eingerichteten zehnköpfigen Sachverständigenkommission zur Arbeitslosenfrage, der „Brauns-Kommission“.

## Leben
Antonie Hopmann wurde 1882 als ältestes von neun Kindern der Antonie Hopmann, geb. Mittweg († 1933), und deren Ehemann, dem wohlhabenden Färbereifabrikanten Adolf Hopmann († 1909) in Werden an der Ruhr geboren. Die Geschwister wuchsen behütet auf und ihre Erziehung erfolgte im „unerschütterlichen Glauben an Gott und die katholische Kirche“. Ein Bruder wurde Priester, eine Schwester Ordensfrau der Benediktinerinnen.
Sie besuchte die Bürgerschule in Werden, die Höhere Mädchenschule (Klostermannsches Institut) in Bonn und absolvierte im Anschluss eine Lehrerinnenausbildung, die sie 1902 mit dem Examen abschloss. Als „Junglehrerin“ unterrichtete sie bis 1905 in der Höheren Mädchenschule von Emilie Heyermann in Bonn, bevor sie in Münster Geschichte, Philosophie und Anglistik für das höhere Lehramt studierte. Nach dem Oberlehrerinnenexamen war sie ab 1909 am Oberlyzeum (Lehrerinnenseminar) von Karl Wacker in Koblenz beschäftigt.
1912 kam sie nach Köln und unterrichtete am katholischen Lyzeum Sankt Gereon (heute Albertus-Magnus-Gymnasium). Sie lebte mit ihrer Cousine und Freundin, der Lehrerin Pauline Rintelen zusammen und kam über ihre Tante Emilie Hopmann, Mitbegründerin und Vorsitzende des KDFB, mit der katholischen Frauenbewegung in Kontakt. Gemeinsam mit Helene Weber und Else Rodeck gründete sie die Kommission für soziale Fragen und Bestrebungen innerhalb des Frauenbundes. Die Frauen engagierten sich mit Bildungs-, Kultur- und Freizeitangeboten für Kölner Heimarbeiterinnen und hielten sozialpolitische Vorträge. Fasziniert war Hopmann etwa von den Konzepten der amerikanischen Sozialwissenschaftlerin und späteren Friedensnobelpreisträgerin Jane Addams.
Während des Ersten Weltkriegs verlagerte sich Hopmanns Schwerpunkt weiter in Richtung Sozialarbeit – so arbeitete sie im Nationalen Frauendienst, wo sie sich unter anderem für die Verbesserung der Arbeitsbedingungen der Fabrikarbeiterinnen einsetzte und Fabrikpflegerinnen ausbildete. In der Kölner Schokoladenfabrik Stollwerck führte sie ab 1916 hauptberuflich die offene Jugendhilfe für die Arbeiterinnen ein. Ende desselben Jahres war sie Mitgründerin des Vereins katholischer Deutscher Sozialbeamtinnen (VKDS), dessen stellvertretenden Vorsitz sie bis zu ihrem Tod innehatte. Der Berufsverband vereinte Frauen, die in sozialen Berufen arbeiteten, mit dem Ziel, das noch wenig definierte Berufsbild und die unklare berufliche Position von Sozialarbeiterinnen zu stärken sowie ihre wirtschaftlichen sowie religiösen Interessen zu vertreten.
Obwohl sie selbst keine soziale Ausbildung im formalen Sinne hatte, übernahm sie 1916 als Angestellte für die Stadt Köln die Leitung einer Fürsorgevermittlungsstelle des Kriegsamtes, die 1917/1918 eine eigenständige weibliche Abteilung des Arbeitsnachweises und Teil des städtischen Arbeitsamtes wurde.
Eine weitere berufliche Veränderung – heraus aus der gesicherten Beamtenstellung – ergab sich 1926, als man ihr den Posten der Generalsekretärin des KDFB anbot, der inzwischen mehr als 200.000 Mitglieder hatte. Sie nahm an und versuchte in dieser Position insbesondere mehr berufstätige Frauen für den Verband zu gewinnen; ihre dezidierten Stellungnahmen zur Frauenberufstätigkeit trugen ihr aus den eigenen katholischen Kreisen durchaus auch Kritik ein.
Heinrich Brauns, Arbeitsminister in der Regierung Brüning, berief Hopmann 1931 als einzige Frau in die nach ihm benannte Kommission, die Maßnahmen zur Bekämpfung der hohen Arbeitslosigkeit erarbeiten sollte – eine Situation, in der die Frauenberufsarbeit vielfach wieder infrage gestellt wurde, ebenso wie kurze Zeit darauf durch die Nationalsozialisten.
Kurz nach der Machtübernahme der NSDAP und vor der Reichstagswahl am 5. März 1933 verfasste Hopmann zusammen mit Auguste Adenauer, Christine Teusch, Barbara Joos, Amalie Lauer und Katharina Zinnicken einen öffentlichen Wahlaufruf für die Zentrumspartei, mit klarer Positionierung gegen die Zustände nach der Machtübernahme der NSDAP:

„Die traurigen Vorfälle lassen sich nicht allein aus der Erregung des Wahlkampfes erklären; sie sind Ausfluß einer Gesinnung, die hemmungslos Haß predigt und die Vernichtung des Gegners will“

Als Funktionärin der beiden Verbände – KDFB und VKDS (1936 umbenannt in Hedwigsbund) – wurde sie nach 1933 von der Gestapo observiert. Sie blieb auf ihren Positionen und organisierte Einkehrtage, Exerzitien und Versammlungen; die Jahre waren geprägt von „stille[m], inneren Widerstand“, wie Helene Weber 1949 im Rückblick schrieb.
Hopmann wurde gemeinsam mit ihrer Freundin Pauline Rintelen am 1. März 1941 bei einem der ersten Luftangriffe auf Köln im Keller ihres Wohnhauses in der Kölner Südstadt getötet. Die beiden Frauen wurden gemeinsam auf dem Südfriedhof beigesetzt; der von der Bildhauerin Maria Elisabeth Stapp geschaffene Grabstein wurde nach Erreichen der Ablauffrist als Kreuzwegstation an das Kloster Oberzell in Bayern übergeben.

## Schriften (Auswahl)
- Die Besoldungsreform der behördlich angestellten Sozialbeamtinnen von Rheinland und Westfalen. In: Soziale Berufsarbeit. 1921, S. 13–14.
- Die Berufsauffassung der katholischen Frau. In: Die Christliche Frau. 1923, S. 36–41.
- Frau und Erwerbsleben. In: Hermann Sacher (Hrsg.): Staatslexikon. Band 2. Freiburg/Breisgau 1927, Sp. 180–187.
- Bekämpfung der Arbeitslosigkeit. In: Soziale Berufsarbeit. Band 11, Nr. 8, August 1931, S. 135–136.
- Zur Frage der Berufsarbeit der verheirateten Frauen. In: Die Christliche Frau. 1931, S. 60–73.
- Der Sonntag der berufstätigen Frau. In: Die Christliche Frau. 1937, S. 7–11.